# نور الشيخ
نور خالد الشيخ (3 أبريل 1987 -) مذيعة وممثلة بحرينية.

## حياتها
والدها الفنان البحريني خالد الشيخ و لديها خمسة شقيقات لمى، دارين، مروة، سماوة، ونس" حاصلة على بكالوريوس في تسويق الأزياء العالمية من جامعة مانشستر، عملت بعد التخرج في بريطانيا في شركة مختصة بالأزياء والعطور 

### حياتها الأسرية
تزوجت في يوليو 2018 من الإعلامي البحريني خالد الشاعر

## مشوارها المهني
بدأت مشوارها في الإعلام بعد عرض عليها فريق إعداد برنامج «هلا بحرين» على تلفزيون البحرين الذي كان تحت إدارة شركة كاريزما، أن تصور تقريراً عن كيفية التسوق بأموال قليلة وفي الأسواق الشعبية. وبعدها اتصل فيها مشرف عام البرنامج الإعلامي بلال العربي و طلب منها أن تكون جزءاً من فريق الإعداد وتجهز مواضيع وتقارير لفقرة موضة وأن تحل ضيفة ثلاث مرات في الأسبوع للحديث عن الموضة.
بعد عام من العمل كمعدة، توقف البرنامج بعد انتهاء العقد بين تلفزيون البحرين وشركة كاريزما واعتذار مقدمي البرنامج عن الاستمرار، حيث طلب منها رئيس التلفزيون أن تكون المقدمة الرئيسية للبرنامج، حيث قبلت على الفور.
التحقت بالمركز التدريبي الإعلامي الخاص بقناة الجزيرة و أخذت دورة تدريبية مع الإعلامي غسان بن جدو و بعد الانتهاء من الدورة بدأت تقديم البرنامج بجانب الإعلامي بدر محمد عرض عيلها تقدم حلقتين في الكويت على قناة الوطن قدمت برنامج نجم الخليج على قناة دبي لمدة ثلاثة أشهر وحلقة خاصة برأس السنة.
دخلت مجال التمثيل للمرة الأولى من خلال مسلسل «الخطايا العشر» عام 2018 توالت أعمالها بعد ذلك

## أعمالها

### في التلفزيون
| سنة الإنتاج | اسم المسلسل           | الشخصية       |
| ----------- | --------------------- | ------------- |
| 2018        | الخطايا العشر         | بثينة         |
| 2019        | وما أدراك ما أمي      | حلا           |
| 2019        | دفعة القاهرة          | لولوة         |
| 2020        | وكأن شيئا لم يكن      | تماضر         |
| 2020        | دفعة بيروت            | لطيفة / فتحية |
| 2021        | مارغريت               | آسيا          |
| 2022        | من شارع الهرم إلى ... | فيّ            |
| 2022        | ذهبت مع الماء         | غيمه          |
| 2024        | من كثر حبي لك         | نوف           |
| 2024        | زوجة واحدة لا تكفي    | نوف           |

### البرامج التي قدمتها
| سنة الإنتاج | اسم البرنامج | عرض على         |
| ----------- | ------------ | --------------- |
| 2010        | هلا بحرين    | تلفزيون البحرين |
| 2011        | نجم الخليج   | تلفزيون دبي     |
| 2018        | ستايل مي     | تلفزيون دبي     |